# Thomas Bateman
Thomas Bateman (Rowsley, 1821 – 28 agosto 1861) è stato un antiquario e archeologo britannico.

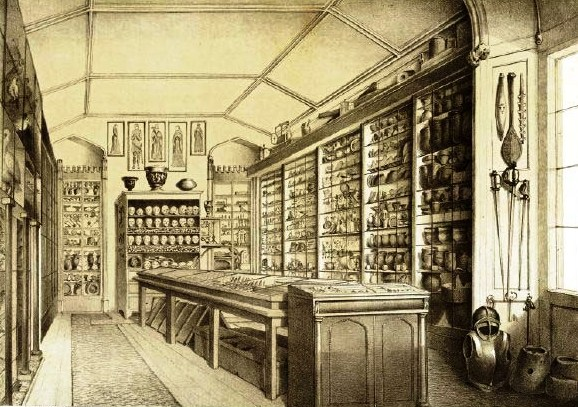
Illustrazione della collezione di Thomas Bateman

Battezzato l'8 novembre 1821, era figlio dell'archeologo dilettante William Bateman. Dopo la morte di suo padre avvenuta nel 1835, Bateman è stato allevato da suo nonno e all'età di 16 ha iniziato a contribuire alle finanze famigliari. Sono di questi anni i suoi primi interessi verso l'archeologia; è stato molto influenzato dal libro di Sir Richard Colt Hoare: "Ancient History of North and South Wiltshire"
La prima esperienza archeologica è stata l'osservazione della demolizione di una chiesa medioevale in Bakewell.
Bateman è diventato membro dell'associazione archeologica britannica nel 1843 e nel 1844, mentre era in corso un congresso archeologico tenutosi a Canterbury, partecipando a scavi di tumuli nella campagna circostante.
L'anno seguente ha effettuato 38 scavi di tumuli nel Derbyshire e a Staffordshire, guadagnandosi il soprannome "il cavaliere dei tumoli".
Nel 1847 ha pubblicato "Vestiges of the Antiquities of Derbyshire" (ricordi delle antichità del Derbyshire) unendo al suo lavoro quello degli scavatori che l'hanno preceduto in quella zona. Ha continuato a scavare i tumuli, 50 nel periodo tra il 1848 e il 1849 ed altri 22 fra il 1851 ed il 1861, quando è morto.
Il suo secondo e ultimo libro è stato "Ten Years' Diggings in Celtic and Saxon Grave Hills in the Counties of Derby, Stafford and York" ("Dieci anni di scavo nelle tombe delle colline celtiche e sassoni nelle contee di Derby, Stafford and York"), pubblicato dieci anni dopo la sua morte.
Dopo la sua morte, suo figlio ha venduto la maggior parte delle collezioni accumulate nel tempo da Bateman; parte di queste collezioni sono state acquistate dal Museo di Sheffield nel 1893.